# 沙格勒克 (阿拉斯加州)
沙格勒克（英語：Shageluk），是美国阿拉斯加州的一座城市。该市的人口在2000年为129人，2010年有83人。人口在阿拉斯加州排行第137。